# Fritz Lenz (Fußballspieler)
Fritz Lenz war ein deutscher Fußballspieler. 

## Karriere
Lenz gewann in den Spielen um die Deutsche Meisterschaft mit seinem Verein am 3. Mai 1908 mit 3:1 beim VfR 1897 Breslau und zog damit in das Halbfinale ein. Am 17. Mai verlor er in Magdeburg mit seiner Mannschaft mit 0:4 gegen den BTuFC Viktoria 89.